# Неофіти (поема)
«Неофі́ти» — історико-філософська поема Тараса Шевченка про перших християн, написана 1857 року у Нижньому Новгороді.

## Історія написання
Твір датується за чистовим автографом у «Більшій книжці» та записом у щоденнику від 8 грудня 1857 року, та місцем написання — Нижній Новгород.
8 грудня 1857 року Шевченко записав у щоденнику: 
«В продолжение этих четырех дней писал поэму, названия которой еще не придумал. Кажется, я назову ее „Неофиты, или первые христиане“. Хорошо, если бы не обманул меня Щепкин, я ему посвящаю это произведение, и мне бы ужасно хотелося ему прочитать и услышать его верные дружеские замечания»
Отже, первісний текст поеми було створено протягом 5 — 8 грудня. Цей автограф не зберігся.
Найраніший відомий текст — уривок чорнового автографа на окремому аркуші, складеному вдвоє. Перша сторінка має пагінацію «3» — це означає, що уривкові передувало орієнтовно ще дві сторінки — 60-70 рядків тексту, можливо, від початку першого розділу. Переписуючи цей текст з невідомого автографа, Шевченко зробив виправлення в рядках 161, 205–206, 247, 254; найважливіша зміна полягає в тому, що він увів сцену оргії.
04.01.1858 Шевченко надіслав автограф поеми (нині не відомий) П. Кулішеві, зазначивши: «Тепер посилаю тобі з оцим добрим чоловіком, з Овсянниковим, свої „Неофіти“. Ще недобре викончені. Перепиши їх гарненько й пошли з цим же Овсянниковим старому Щепкіну» [П. Овсянников — урядовець нижньогородської контори пароплавного товариства «Меркурій», який прихистив Шевченка у своїй домівці восени 1857 року]. 17 — 18 січня він повідомив М. Щепкіна: «Незабаром получиш ти од Куліша мої „Неофіти“. Тільки се така штука, що друковать її тепер не можна, а колись згодом ЇЇ ще треба доробить». 21 січня Шевченко пише М. Лазаревському: «Возьми у Куліша та прочитай мої „Неофіти“. Вони ще не викончені. Шрейдерс [чиновник для особливих доручень при нижньогородському губернаторі; Шевченко жив у нього з початку січня 1858 року] швидко вернеться в Нижній, то щоб Куліш переписав „Неофіти“ і дав йому для передачі Щепкіну».
П. Куліш, одержавши автограф, відповів Шевченкові 20 січня: «Твої „Неофіти“, брате Тарасе, гарна штука, та не для друку! Не годиться напоминать доброму синові про ледачого батька, ждучи від сина якого б ні було добра. Він же в нас тепер первий чоловік: якби не він, то й дихнуть нам не дали б. А воля кріпаків — то ж його діло. Найближчі тепер до нього люде по душі — ми, писателі, а не пузатії чини. Він любить нас, він йме нам віри, і віра не посрамить його. Та не тільки друковати сю вещ рано, да позволь мені, брате, не посилать і Щепкіну, бо він з нею всюди носитиметься, і піде про тебе така чутка, що притьмом не слід пускать тебе у столицю». На це Шевченко відповів листом від 26 січня 1858 року: «Який там тобі нечистий казав, що я приготовив свої „Неофіти“ для друку? І гадки, і думки не було. Я послав їх тобі тільки прочитать, щоб ти бачив, що я тут не склавши руки сижу. І старий Щепкін не такий, щоб він там возився по Москві з ними, як з писаною торбою. І ти оддай гарненько переписать їх і пошли старому, бо він уже знає, що „Неофіти“ в твоїх руках». У листі-відповіді від 01.02.1858 Куліш погодився виконати прохання Шевченка: «Неофіти пошлемо по словесі твоєму, аби тільки той Шрейдерс завітав до нас у друкарню. Перешлемо й тобі екземпляр, щоб ти бачив, що воно таке — добра редакція. Так і всяке твоє писання треба процідить на решето, щоб не осталось шкаралющі абощо; а розхриставшись, далебі, не годиться виходить між люде».
Наступного дня Куліш виїхав спочатку на свій хутір Мотронівку, а тоді за кордон, узявши з собою Шевченкові рукописи. 10 лютого М. Лазаревський писав Шевченкові з Петербурга: «Кажется, я тебе уже писал, что Кулиш уехал за границу, а если не писал, то теперь скажу: он уехал отсюда в самые заговины на пост (2 ч[исла]) в Малороссию, а оттуда сейчас же чрез Варшаву в Брюссель, где будет слушать лекции в университете, после того в Париж и еще кое-куда; думает вернуться в октябре или ноябре; твоих произведений он мне не показывал, так как я виделся с ним накануне отъезда; у него все было уже уложено. Говорил, что там займется всем и оттуда будет писать». Одночасно з Лазаревським до Шевченка написав із Саратова М. Костомаров, висловивши жаль, що Куліш завіз «Неофіти», а поет «не зоставив у себе другого списку». Більше цей автограф поеми в Шевченковому листуванні не згадується. Багатьма роками пізніше, 20.10.1889, Куліш писав О. Огоновському: «Шкода, що погинули такі автографи, як „Наймичка“ і „Неофіти“ Шевченка, котрі я повикінчував чи подомальовував, як і „Сіру кобилу“ [йдеться про оповідання П. Куліша 1860 року]. Тепер би й мені самому хотілось подивитись, як вони вийшли почорну від авторів. „Наймичкою“ я так задовольнив Тараса, що вертаючись з неволі, надіслав він мені „Неофіти“, просячи зредагувати і послати Щепкіну. Я вволив його волю…». Доля Шевченкового автографа, надісланого Кулішеві, а також редагованого Кулішем рукопису не відома.
Подальшу фазу роботи Шевченка над текстом поеми було зафіксовано в автографі твору, подарованого згодом Марку Вовчку з дарчим написом: «Любій моїй єдиной доні Марусі Маркович. На пам'ять 3 апреля 1859. Т. Шевченко». За цим автографом поему було опубліковано у виданні: «Кобзар з додатком споминок про Шевченка Костомарова і Микешина» (Прага, 1876 рік, стор. 166–187). Упорядники видання зазначали: «Ми туточки друкуємо їх по автографу автора, зіставшомуся у п. Маркевички (Марко Вовчок), додаючи вар'янти з львівського видання і видання Кожанчикова. Цей автограф розшукував [Доманицький Василь Миколайович|В. Доманицький], готуючи у 1905–1906 роках видання повного «Кобзаря». 26.05.1906 він писав Марку Вовчку: «Відомо мені, що і у Вас, високоповажана Маріє Олександрівно, повинен бути автограф „Неофітів“, з якого вони видрукувані були у празькому виданні, але з чималими помилками. Бажаючи, щоб повне видання „Кобзаря“ було разом з тим як можна правдиве, без помилок, я і звертаюсь до Вас з проханням […], чи не були б Ви такі ласкаві надіслати рекомендованим листом той автограф мені на перегляд…». Відповідь письменниці невідома; ймовірно, вона повідомила В. Доманицького, що автограф знаходиться у полтавського поміщика Ф. Дейкуна-Мовчаненка, її давнього знайомого. У примітках до поеми у «Кобзарі» 1908 року редактор Доманицький писав: «Автограф, що мав зберігатися в паперах Марка Вовчка, зараз є у д[обродія] Ф. Дейкуна, в Полтавщині. Це той оригінал, що по ньому видрукувано текст у празькому виданні. Д[обродій] Дейкун сповіщає, що на оригіналі, що дала йому покійна М. Ол. Маркович, є така посвята…»

## Характерні ознаки
Сучасний угорський літературознавець Ендре Андял у статті «Тарас Шевченко» (1961) справедливо відмічав, що у Шевченковому ліро-епосі найхарактернішими є три твори: «Гайдамаки», «Сон» і «Неофіти», в яких переплітається минуле і сучасне і яким так властиві філософські роздуми. Сам вибір найвидатніших поем, зроблений Андялом, вартий уваги, якби тільки до цієї «трійці» додати такий шедевр, як поема «Марія».
Поемою «Неофіти» започатковано новий період творчості Шевченка після заслання. У єднанні з російською революційною демократією поет гідно продовжував і розвивав революційні традиції першого покоління борців за свободу — декабристів і в один голос з Чернишевським — «к топору зовите Русь» закликав «добре вигострити сокиру» — організувати всенародне повстання, яке б змело кріпосницький лад і самодержавство.

## Сюжет і композиція

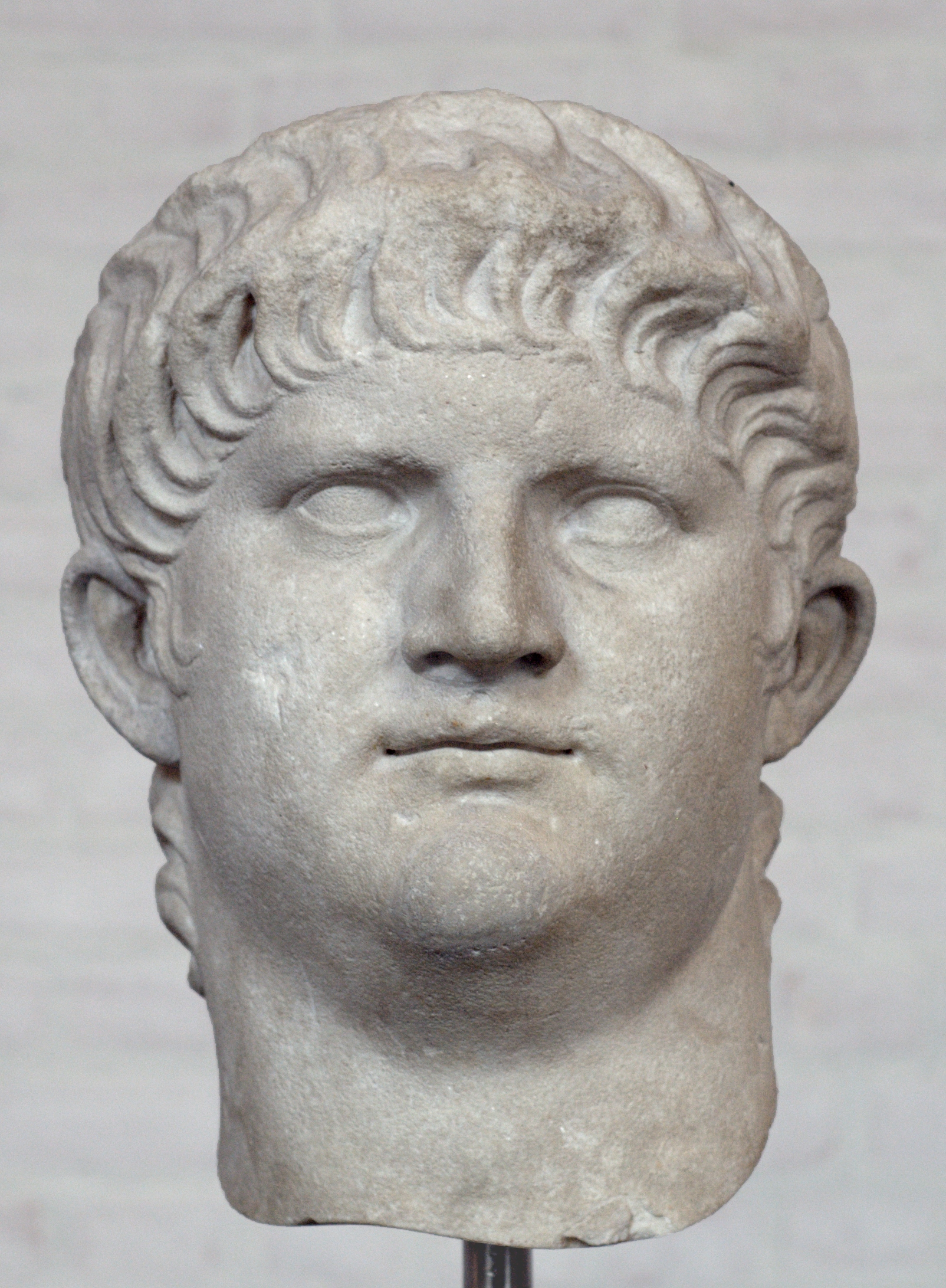
Бюст Нерона

Поема починається з прологу-роздуму і 15 невеликих розділів, позначених римськими цифрами. Дія відбувається за часів перших християн у Стародавньому Римі. Сам поет не називає навіть приблизно час дії, але висуває припущення, що події відбуваються за часів Декія (Деція) чи Нерона (потім пише «Нехай за Не́рона»).
Молода гарна римлянка одружилась і народила хлопчика — Алкіда.
В той час в Римській імперії починає поширюватись християнство, яке спочатку римська влада викорінювала силою. В третьому розділі описується п'яна оргія, в якій брав участь Алкід у гаю. В цей час у гай напитись води прийшов апостол Петро. Він благовістив гетерам та іншим учасникам оргії християнське вчення: «слово нове, любов, і правду, і добро, добро найкращеє на світі, та братолюбіє». Зрештою всі язичники яким проповідував Петро, у тому числі Алкід, стали християнами і пішли за ним «у катакомби». Згодом апостола Петра римляни розіп'яли на хресті, а неофітів (новонавернених християн) відвезли в кайданах у Сіракузи (о. Сицилія).
Алкідова мати довго розшукувала сина доки не знайшла його у Сіракузах, у тюрмі.
У Римі свято. Нерон проголошує себе богом і сенатори «молились» перед ним. Із Сіракуз до Риму везуть християн, щоб провести криваві ігри в Колізеї. Проти християн натравлювали диких тварин, що у той період було звичною забавою. Таким чином помирає Алкід, співаючи в останні хвилини свого життя псалом. Його матір намагається вбити себе, коли дізнається про синову загибель — б'ється головою об мур. Та вона не померла, а тільки знепритомніла, в ночі вона опритомніла. Зажурена вона сідає біля брами; повз неї вивозять мертві тіла неофітів. Нещасна йде за возом, де лежало тіло її сина. Тіла усіх мучеників викидають у води Тибру. Тоді жінка вперше молиться «за нас розп'ятому», а не римським богам та кесарю.
Імператор Нерон і події описані в поемі є алегорією на російського імператора, Російську імперію, засуджених за політичні переконання, засланих до Сибіру та страчених. Натяк на це в пролозі:

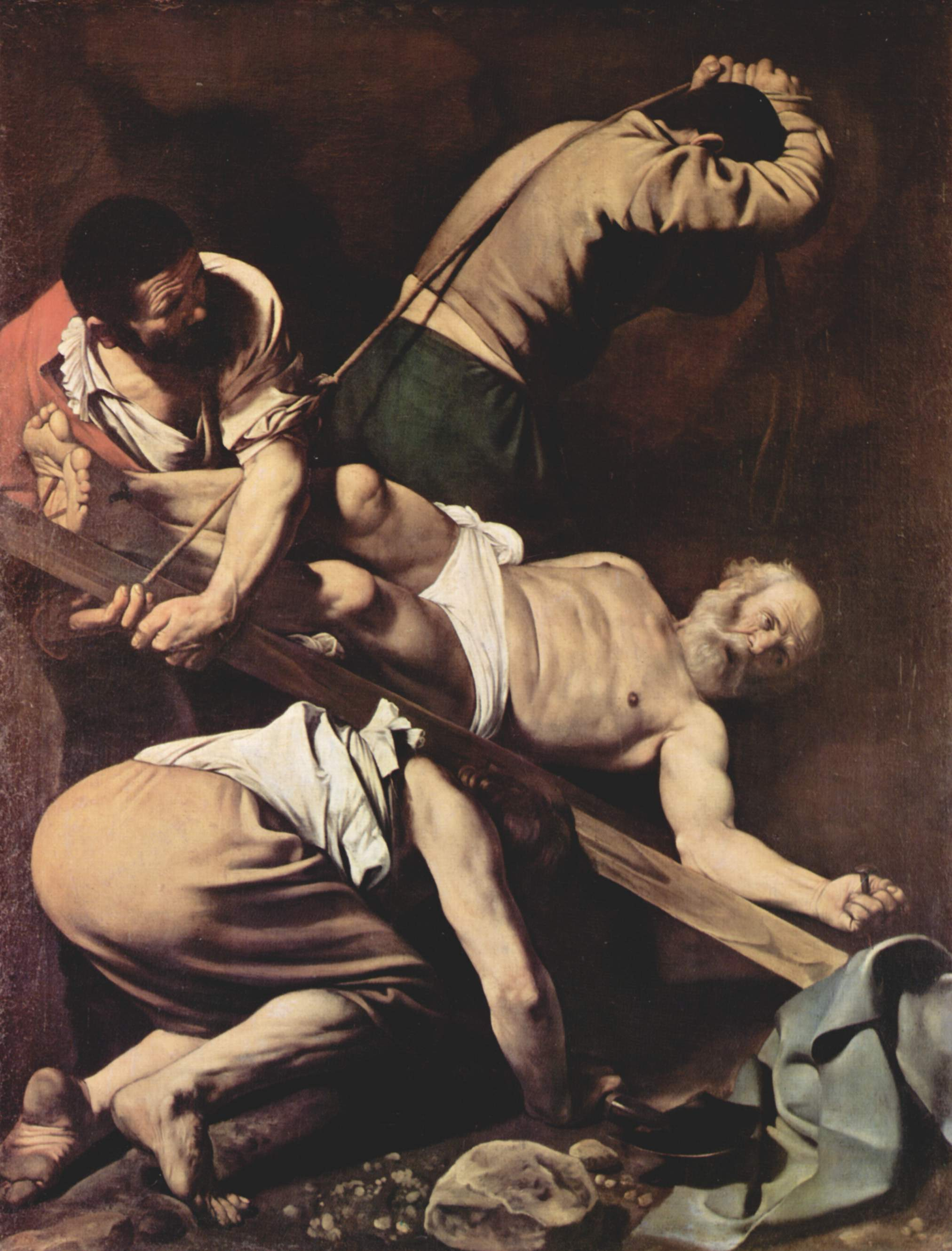
Мікеланджело да Караваджо. Смерть апостола Петра.

Привітай же благодушне

Мою сиротину,

Наш великий чудотворче,

Мій друже єдиний!

Привітаєш; убогая,

Сірая, з тобою

Перепливе вона Лету,

І огнем-сльозою

Упаде колись на землю

І притчею стане

Розпинателям народним,

Грядущим тиранам.

Давно вже я сижу в неволі,

Неначе злодій взаперті,

На шлях дивлюся та на поле,

Та на ворону на хресті

На кладовищі. Більш нічого

З тюрми не видно. Слава Богу

Й за те, що бачу. Ще живуть,

І Богу моляться, і мруть

Хрещені люде...

## Дивись також
Раннє християнство
Християнство Стародавнього Риму
Прозелітизм
Псалом 149 — Псалом новий Господеві. — Тут використано текст Шевченкового переспіву 149-го псалма з циклу «Давидові псалми».